# خدبش (حورة)
'

تعديل مصدري - تعديل

خدبش هي إحدى قرى عزلة حوره بمديرية حورة التابعة لمحافظة حضرموت، بلغ تعداد سكانها 172 نسمة حسب تعداد اليمن لعام 2004.